# Consejo Judío para los Asuntos Públicos
El Consejo Judío Para los Asuntos Públicos (en inglés: Jewish Council for Public Affairs) (JCPA), es una organización judía estadounidense sin ánimo de lucro que se ocupa de las relaciones con la comunidad. La entidad es una organización paraguas que coordina los esfuerzos de 15 organizaciones judías de ámbito nacional, incluidos los movimientos reconstruccionistas, reformistas, conservadores, y ortodoxos, así como 125 federaciones judías locales y consejos de relaciones comunitarias. La JCPA se describe a sí misma como "la voz representativa de la comunidad judía americana organizada".

## Historia
La JCPA fue establecida como el Consejo Asesor Nacional de Relaciones Comunitarias en 1944 por el Consejo de Federaciones Judías, que más tarde pasó a formar parte de las Comunidades Judías Unidas, actualmente las Federaciones Judías de América del Norte. En la década de 1960, fue rebautizada como The National Jewish Community Relations Advisory Council (NJCRAC). El grupo adoptó su nombre actual en 1997. Arnold Aronson fue director del programa de 1945 a 1976. David L. Bernstein se desempeñó como Presidente y Director Ejecutivo desde enero de 2016. El expresidente anterior es Larry Gold de Atlanta, Georgia.

## Actividades
La JCPA trabaja en la formación de consenso sobre cuestiones públicas, el desarrollo de respuestas estratégicas y el trabajo con los medios de comunicación, los cargos electos, los socios de la coalición y otros a través de las relaciones públicas, la promoción y el cabildeo. La JCPA también ayuda a los 125 consejos de relaciones comunitarias judías a organizar eventos y actividades de promoción en todo el país, promoviendo asociaciones interreligiosas y comunitarias.
Los temas internacionales que preocupan a la JCPA incluyen las relaciones entre Israel y Estados Unidos, el antisemitismo global, las Naciones Unidas, el bienestar de los judíos en áreas en peligro, el genocidio y los derechos humanos. Los temas domésticos que preocupan a la JCPA incluyen el antisemitismo, la justicia social, la pobreza, la educación, la salud pública, el medio ambiente, la inmigración, los derechos individuales y las libertades religiosas, incluyendo la preservación de la separación de la iglesia y el estado. Ha apoyado activamente los derechos de los árabes israelíes y ha luchado por la igualdad en Israel.

## Política
Cada año la JCPA tiene una conferencia anual conocida como "el plenario", el plenario es el órgano de más alto nivel de desarrollo de políticas de la organización. En el plenario, la JCPA invita a oradores, debate y adopta resoluciones que expresan las políticas de consenso de las organizaciones miembros y de la bien organizada comunidad judía americana. 
Las políticas son patrocinadas por los consejos de relaciones de la comunidad judía o por las agencias nacionales miembros y las decisiones requieren la formación de un consenso para ser adoptadas. Estas políticas pasan a formar parte del compendio de políticas de la JCPA, que incluye opiniones comunes sobre una serie de cuestiones que pueden afectar a la comunidad.
Los objetivos de la organización son los siguientes: La defensa del Estado de Israel y la seguridad judía, la defensa de los derechos humanos y civiles internacionales, la promoción de la igualdad de oportunidades para todos y la defensa de la justicia social.

## Iniciativas
Conmocionada por las atrocidades cometidas en Darfur, la JCPA ayudó a fundar la Coalición Save Darfur en 2004. La organización continúa organizando a la comunidad judía en apoyo de la acción continua de los Estados Unidos para llevar la paz a la nación de Sudán, apoyando la creación de Sudán del Sur y trabajando con la Casa Blanca y el Congreso para asegurar la ayuda humanitaria.
En septiembre de 2007, la JCPA lanzó un programa contra la pobreza: "No habrá necesidad entre ustedes".  El esfuerzo busca aumentar la conciencia y la acción para combatir el hambre, la falta de vivienda y otros vestigios de la pobreza en los Estados Unidos. 
Desde el año 2008, la JCPA y la organización "MAZON: una respuesta judía contra el hambre", han patrocinado una movilización anual vinculando la celebración de la Pascua judía, con la lucha contra el hambre en los Estados Unidos. La movilización comienza cada año con un acto en el Capitolio de los Estados Unidos, donde los miembros del Congreso leen una hagadá especialmente preparada. Actos parecidos se han celebrado en más de 30 estados en todo el país.
Junto con Catholic Charities USA y el Consejo Nacional de Iglesias, la JCPA ha sido copatrocinadora de la movilización anual para luchar contra la pobreza desde el año 2008. Combatir la pobreza moviliza a las comunidades para realizar eventos dirigidos a hacer que la erradicación de la pobreza sea una prioridad nacional.
La JCPA también está activamente involucrada en los temas relacionados con la gestión del medio ambiente y en contra del cambio climático, a través de su programa: Coalición Sobre el Medio Ambiente y Vida Judía (COEJL).
En asociación con las Federaciones Judías de América del Norte, la JCPA creó en 2010 un programa para ayudar a las comunidades judías a contrarrestar la creciente demonización y satanización de Israel. La Israel Action Network fue creada para educar, organizar y movilizar a la bien organizada comunidad judía de América del Norte para desarrollar una respuesta coordinada y estratégica en contra de los ataques dirigidos hacia el Estado de Israel, y utilizar a las distintas asociaciones judías para promover la paz y la seguridad en la región, defendiendo la existencia de dos estados para dos pueblos. Otras campañas nacionales de la JCPA han incluido una campaña para terminar con la violencia armada, después del tiroteo que ocurrió en la escuela primaria Sandy Hook en 2012 y una campaña nacional en 2013 para apoyar la reforma migratoria.

## Organizaciones que forman parte de la JCPA
- Comité Judío Estadounidense
- Congreso Judío Estadounidense
- World ORT
- Liga Antidifamación
- B'nai B'rith
- Hadassah
- Comisión Laboral Judía
- Federación Judía Reconstruccionista
- Veteranos de guerra judíos de los Estados Unidos de América
- Jewish Women International (JWI)
- Consejo Nacional de Mujeres Judías
- Unión para el Judaísmo Reformista
- Unión Ortodoxa
- Sinagoga Unida del Judaísmo Conservador
- Liga de Mujeres por el Judaísmo Conservador